# As Long as I Have You
As Long as I Have You je deváté sólové studiové album anglického zpěváka Rogera Daltreyho. Vydáno bylo 1. června roku 2018. Jde o zpěvákovo první sólové album po šestadvaceti letech – to předchozí s názvem Rocks in the Head vydal roku 1992. Kromě autorských písní obsahuje také coververze skladeb od Nicka Cavea, Stephena Stillse či Stevieho Wondera. Na albu se podílel například Daltreyův spoluhráč ze skupiny The Who, kytarista Pete Townshend. Jeho producentem byl Dave Eringa.

## Seznam skladeb
1. As Long as I Have You
2. How Far
3. Where Is a Man to Go?
4. Get On Out of the Rain
5. I've Got Your Love
6. Into My Arms
7. You Haven't Done Nothing
8. Out of Sight, Out of Mind
9. Certified Rose
10. The Love You Save
11. Always Heading Home